# Лабораторијска чаша
Лабораторијске чаше служе за растварање, декантовање, прихватање филтрата при цеђењу, за загревање раствора или за извођење хемијских реакција са већим количинама хемикалија. Могу се загревати директно на решоима или преко азбестне мрежице на пламену. Има их различитих запремина, а за рад се изабере таква да раствор заузме 2/3 њене запремине.

## Опис
У оквиру лабораторијске опреме, чаша је углавном цилиндрични контејнер са равним дном. Већина такође има мали излив (или "кљун") за помоћ при сипању. Чаше су доступне у широком распону величина, од једног милилитра до неколико литара. Чаша се разликује од боце по томе што има равне, а не косе странице. Изузетак од ове дефиниције је чаша са благо конусном страном која се зове Филипсова чаша.
Чаше су обично направљене од стакла (данас обично од боросиликатног стакла), али могу бити и од метала (као што је нерђајући челик или алуминијум) или одређене пластике (посебно полиетилен, полипропилен). Уобичајена употреба полипропиленских чаша је гама спектрална анализа течних и чврстих узорака.

## Изглед и примена
Стандардне или „ниске“ (А) чаше обично имају висину око 1,4 пута већу од пречника. Уобичајени ниски облик са изливом је осмислио Џон Џозеф Грифин и стога се понекад назива Грифинова чаша. Оне су најуниверзалнијег карактера и користе се у различите сврхе – од припреме раствора и декантирања за задржавање отпадних течности пре одлагања до извођења једноставних реакција. Чаше „високог облика“ (Б) имају висину отприлике двоструко од пречника. Ове чаше се понекад називају Берцелијусове чаше, по  Јакобу Берцелијусу, и углавном се користе за титрацију. Пљоснате чаше (Ц) се често називају „кристализаторима“ јер се већина користи за кристализацију, али се често користе и као посуда за загревање у врућој купки.
Присуство излива значи да чаша не може имати поклопац. Међутим, када се користе, чаше могу бити прекривене стакленим поклопцем како би се спречила контаминација или губитак садржаја, али омогућавајући вентилацију преко излива.
Чаше су често означене са стране линијама које означавају запремину. На пример, чаша од 250 мл може бити означена линијама које означавају 50, 100, 150, 200 и 250 мл запремине. Ове ознаке нису намењене за добијање прецизног мерења запремине (мензура или волуметријска боца би били прикладнији инструмент за такав задатак), већ за приближну запремину. Већина чаша је тачна до ~10%.

## Стандарди
DIN EN ISO 3819:2015-12 дефинише следеће типове и величине:
| Тип                     | Номинална запремина (мл) | Спољашњи пречник (мм) ±5% | Висина (мм) max. | Дебљина зидова (мм) min. |
| ----------------------- | ------------------------ | ------------------------- | ---------------- | ------------------------ |
| Ниска чаша              | 5                        | 22                        | 32               | 0.7                      |
|                         | 10                       | 26                        | 37               | 0.7                      |
|                         | 25                       | 34                        | 52               | 0.7                      |
|                         | 50                       | 42                        | 62               | 0.8                      |
|                         | 100                      | 50                        | 72               | 0.9                      |
|                         | 150                      | 60                        | 82               | 1.0                      |
|                         | 250                      | 70                        | 97               | 1.1                      |
|                         | 400                      | 80                        | 113              | 1.2                      |
|                         | 500                      | 85                        | 118              | 1.3                      |
|                         | 600                      | 90                        | 128              | 1.3                      |
|                         | 800                      | 100                       | 138              | 1.3                      |
|                         | 1000                     | 105                       | 148              | 1.3                      |
|                         | 2000                     | 130                       | 188              | 1.4                      |
|                         | 3000                     | 150                       | 214              | 1.7                      |
|                         | 5000                     | 170                       | 274              | 2.0                      |
|                         | 10000                    | 220                       | 360              | 2.0                      |
|                         |                          |                           |                  |                          |
| Висока чаша             | 50                       | 38                        | 72               | 0.8                      |
|                         | 100                      | 48                        | 82               | 0.9                      |
|                         | 150                      | 54                        | 97               | 1.0                      |
|                         | 250                      | 60                        | 123              | 1.1                      |
|                         | 400                      | 70                        | 133              | 1.2                      |
|                         | 500                      | 79                        | 140              | 1.3                      |
|                         | 600                      | 80                        | 153              | 1.3                      |
|                         | 800                      | 90                        | 178              | 1.3                      |
|                         | 1000                     | 95                        | 183              | 1.3                      |
|                         | 2000                     | 120                       | 244              | 1.4                      |
|                         | 3000                     | 135                       | 284              | 1.7                      |
|                         | 5000                     | 160                       | 324              | 2.0                      |
|                         |                          |                           |                  |                          |
| Чаша са танким зидовима | 150                      | 60                        | 82               | 1.11                     |
|                         | 250                      | 70                        | 97               | 1.2                      |
|                         | 400                      | 80                        | 111              | 1.4                      |
|                         | 600                      | 90                        | 127              | 1.4                      |
|                         | 1000                     | 105                       | 147              | 1.4                      |
|                         | 2000                     | 132                       | 187              | 1.5                      |
|                         | 5000                     | 170                       | 275              | 2.5                      |